# Efulensia
Efulensia je rod iz porodice trubanjovki (Passifloraceae), dio tribusa Passifloreae.
Postoje dvije vrste u ovom rodu:, to su lijane tropskog vlažnog bioma.

## Vrste
- Efulensia clematoides C.H.Wright,Nigerija; Kamerun; Ekvatorijalna Gvineja; Gabon; Kongo [Brazzaville]; DR Kongo [Zair].
- Efulensia montana W.J.de Wilde, istočni D.R.Kongo [Zair]; Ruanda.

## Sinonimi
- Giorgiella De Wild.
- Sematanthera Pierre ex Harms.[3]

## Ugroženost
Nijedna vrsta iz ovog roda nije svrstana u IUCN-ov popis ugroženih vrsta.

## Vanjske poveznice
- International Organization for Plant Information (IOPI). "Plant Name Details" (HTML). Međunarodni indeks biljnih imena.  Preuzeto 18. kolovoza 2012.
- Efulensia na Germplasm Resources Information Network (GRIN)  Arhivirana inačica izvorne stranice od 5. svibnja 2009. (Wayback Machine), SAD-ov odjel za poljodjelstvo, služba za poljodjelska istraživanja. Pristupljeno 31. kolovoza 2012.